# Carmen Würth Forum

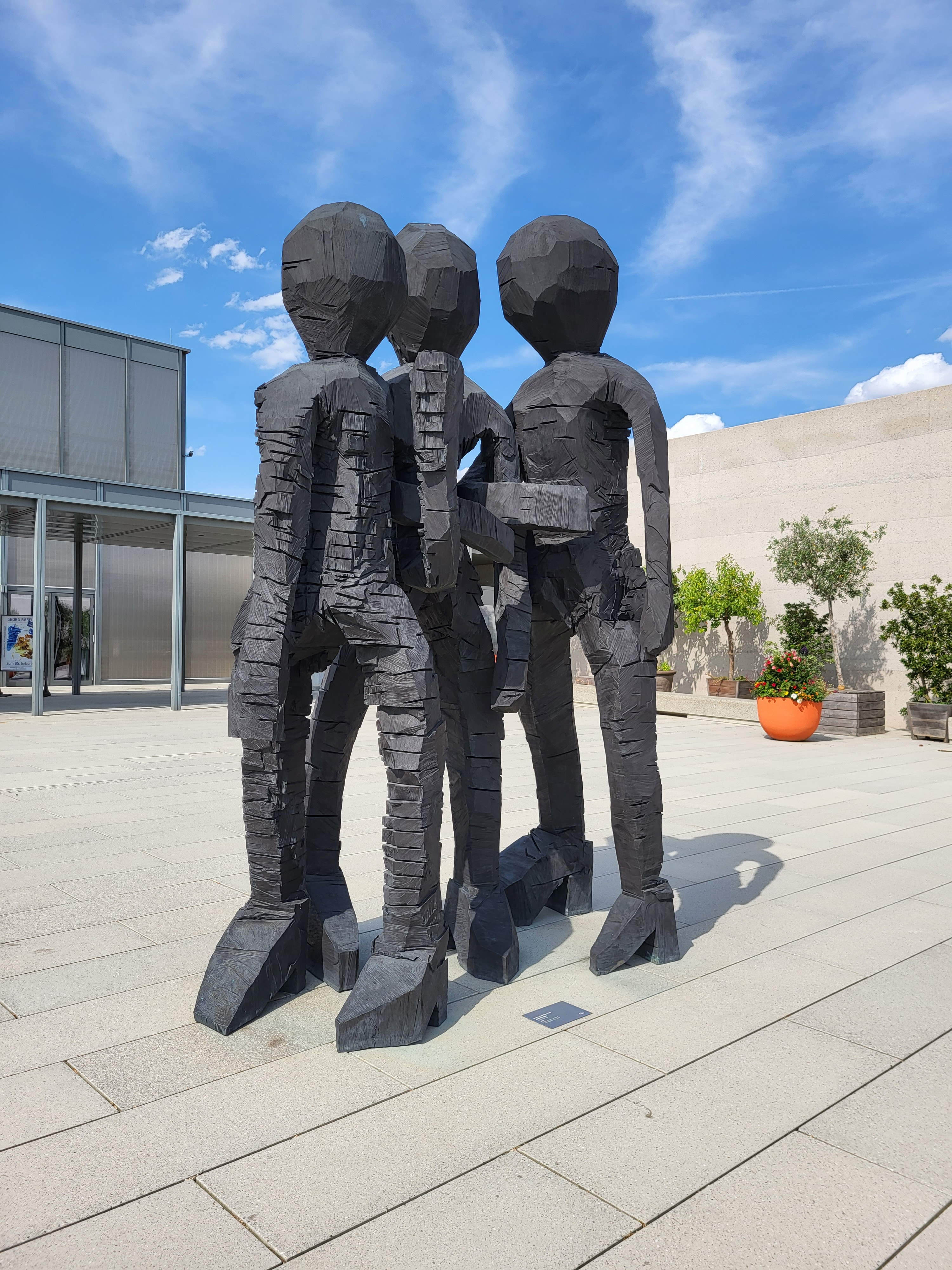
Georg Baselitz: BDM-Gruppe (vor dem Carmen Würth Forum in Künzelsau)

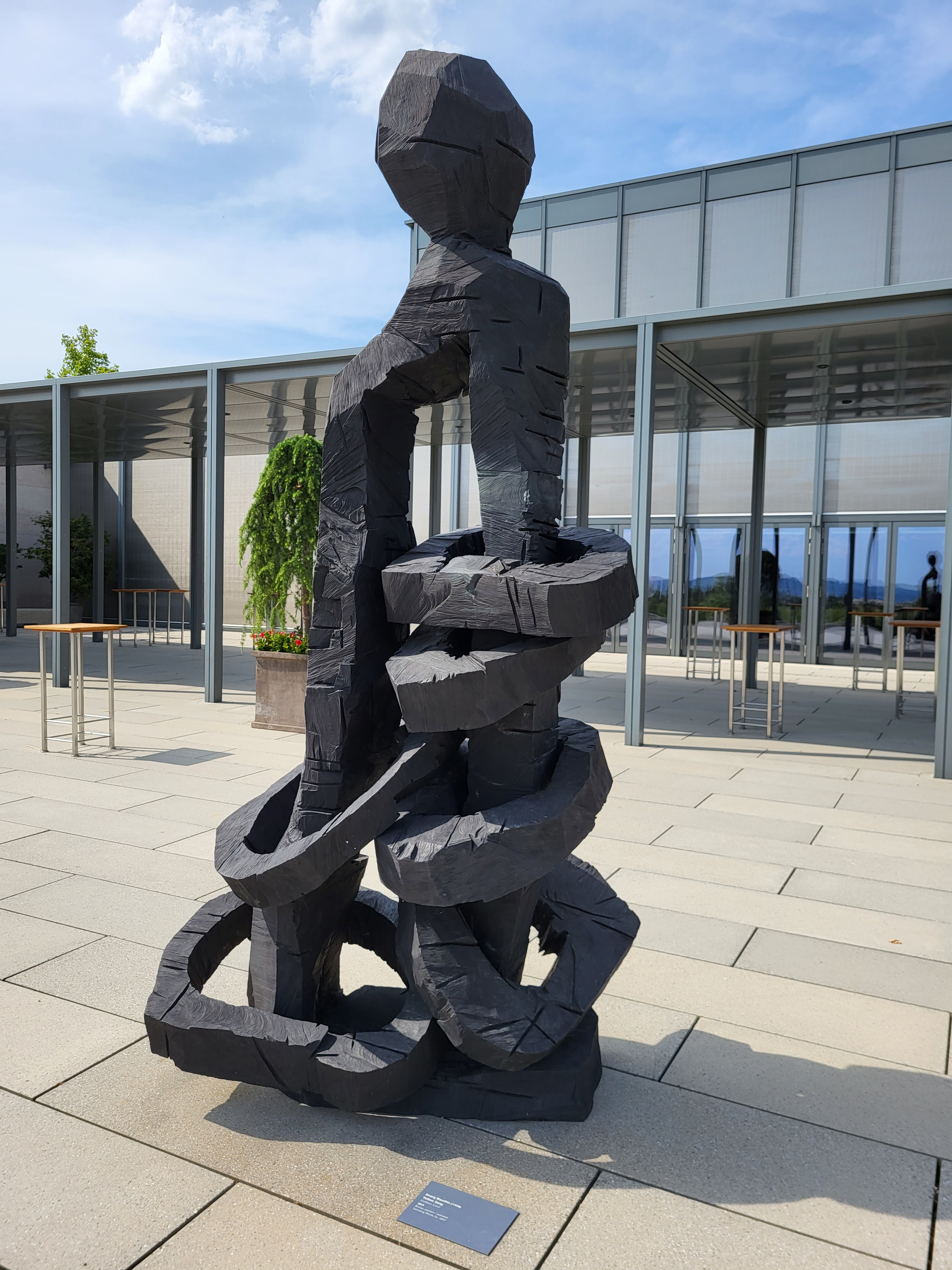
Georg Baselitz: Yellow Song (vor dem Carmen Würth Forum in Künzelsau)

Das Carmen Würth Forum in Künzelsau ist ein 2017 eröffnetes Kultur- und Kongresszentrum. Es wurde nach Plänen des Berliner Büros des britischen Architekten David Chipperfield (* 1953) erbaut. Benannt nach Carmen Würth, Ehefrau des Unternehmers Reinhold Würth, beherbergt der Gebäudekomplex ein Kunstmuseum, einen Veranstaltungssaal, einen Kammermusiksaal und einen Konferenzbereich und ist umgeben von einem Open-Air-Gelände und einem Skulpturengarten.

## Architektur
David Chipperfield Architects gewannen den 2006/7 ausgeschriebenen Architekturwettbewerb zur Gestaltung des Carmen Würth Forums mit ihrem Entwurf.

„Ähnlich wie Chipperfields Literaturarchiv in Marbach thront das Würth-Forum wie eine Akropolis auf der Anhöhe. Mit dem Bau der Glas-Stahl-Moderne in der Nachfolge Mies van der Rohes haben Chipperfield und sein Partner Alexander Schwarz die rationalistische Perfektion auf die Spitze getrieben. Zwei Wangenmauern bilden mit dem kubischen Saalbau einen offenen, steinernen Hof wie eine klassische Agora als Vorplatz und erweitertes Foyer.“

„Das Carmen-Würth-Forum ist eines der spektakulärsten Bauwerke in Baden-Württemberg“

## Entstehungsgeschichte
Die offizielle Eröffnung des Neubaus erfolgte am 17. Juli 2017 zum 80. Geburtstag von Carmen Würth. Architekt David Chipperfield und der Ministerpräsident des Landes Baden-Württemberg Winfried Kretschmann zählten zu den Festrednern, es spielten das Symphonieorchester des Bayerischen Rundfunks unter der Leitung von Manfred Honeck. Kretschmann sagte, das Forum habe „eine ganz hervorragende Bedeutung für die Attraktivität des Standorts Hohenlohe“. Der erste Bauabschnitt kostete rund 60 Millionen Euro, die Bauzeit betrug 18 Monate von Dezember 2015 bis Juli 2017. Das Gelände hat 170.000 Quadratmeter Gesamtfläche.

### Erweiterung 2020

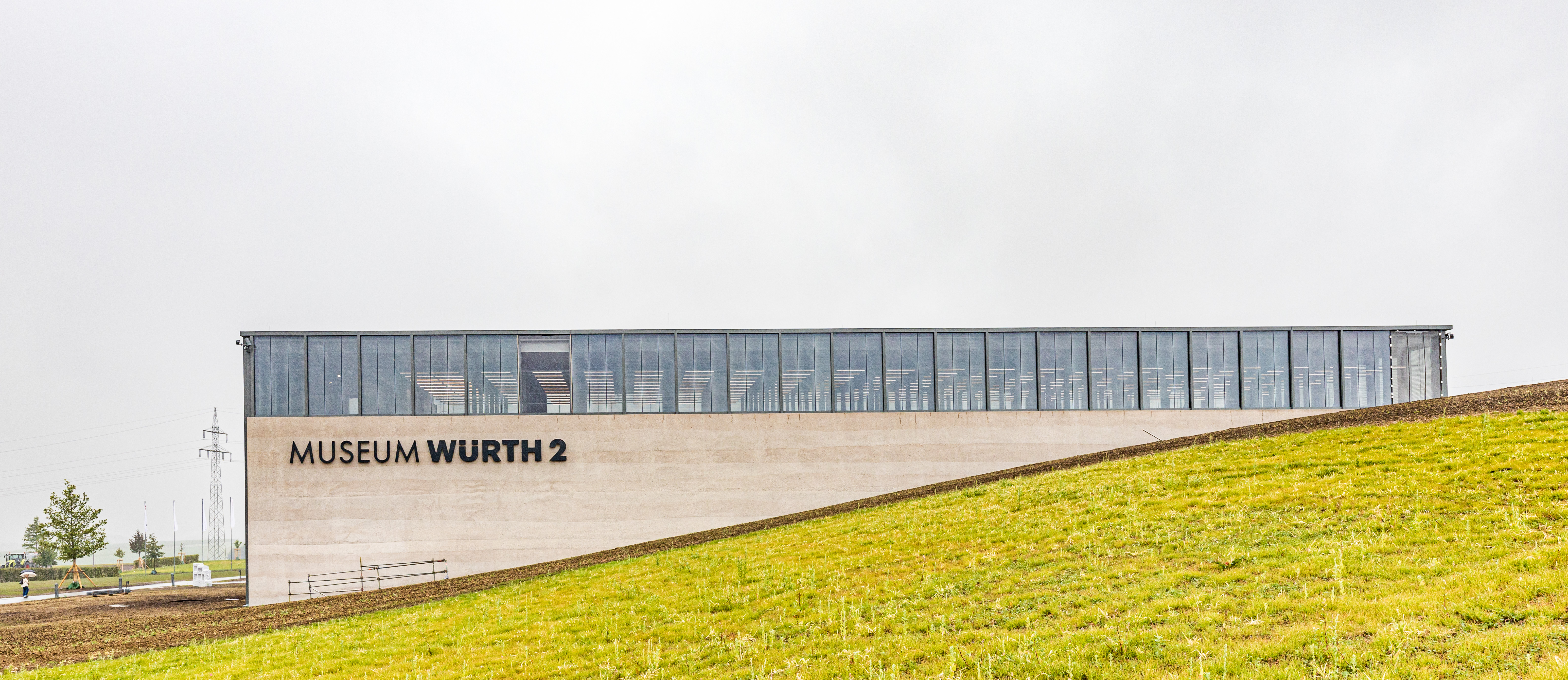
Erweiterungsbau Museum Würth 2 nach der Fertigstellung (2020)

Schon bei der Eröffnung 2017 war ein zweiter Bauabschnitt geplant, vom Unternehmen Würth begründet durch den großen Bedarf an Veranstaltungsräumen in der Region Hohenlohe. Ergänzt wurden auf mehr als 5500 Quadratmetern das Kunstmuseum, das Museum Würth 2, und der Konferenzbereich. „Mit dem zweiten Bauabschnitt vollenden wir Reinhold Würths Vision für ein Gebäude, das ein Ort der Begegnungen ist und eine Geste an die Mitarbeiter von Würth. Es ist eine Schnittstelle, die zwischen dem Unternehmen und der größeren Gemeinschaft außerhalb vermittelt“, sagte Architekt Chipperfield. Der Erweiterungsbau des Carmen Würth Forums wurde im Juni 2020 eröffnet. Der Neubau kostete 39 Millionen Euro, die Bauzeit war von Januar 2019 bis Juni 2020.

## Säle

### Multifunktionshalle Großer Saal
Der Zugang zur Veranstaltungshalle, dem Großen Saal, erfolgt durch ein geräumiges Foyer mit Tageslicht und mit Esche bekleideten Wänden. Die Halle, zur Hälfte unter der Erde platziert, ist als eine stützenfreie Stahlfachwerkkonstruktion realisiert und für bis zu 2500 Besucher ausgelegt. Sie verfügt über eine variable Bühne, Raumakustik und Lichttechnik. Kongresse, Messen, Firmenfeiern und Kulturveranstaltungen finden dort statt. Über eine Längsseite läuft eine Tribüne. Oben führt die Galerie einmal um die kompletten Halle herum. Rund um die Halle sind Technik- und Lagerräume und eine Küche gruppiert. Im Untergeschoss liegen Künstlergarderoben.

### Kammermusiksaal Reinhold Würth Saal
Auch der Kammermusiksaal für 580 Besucher, der Reinhold Würth Saal, ist vom Foyer aus zugänglich. Von außerhalb des Bauwerks nicht sichtbar, liegt er bis zu zehn Meter tief unter der Erde im Innern des Forums. Der Saal ist rechteckig und senkt sich zur Bühne hin ab. Wände und Decken sind mit französischem Walnussbaum verkleidet, der Boden mit dunkler deutscher Räuchereiche. Der Saal verfügt durch die Oberflächen der Decken- und Wandpaneele über einen hervorragenden Raumklang: Fein perforierte Paneele absorbieren die unerwünschten Schwingungen, während glatte Oberflächen den Schall weiterleiten und für optimale Klangqualität bei allen Zuhörern sorgen. Residenzorchester sind die Würth Philharmoniker. Solisten wie Anna Netrebko oder Anne-Sophie Mutter, Klangkörper wie die Dresdner Staatskapelle mit Rudolf Buchbinder oder das Luzerner Sinfonieorchester sowie Dirigenten wie Kent Nagano, Heinz Holliger und Paavo Järvi traten dort bereits als Gäste auf.

### Freiluftgelände
Das bis zu 10.000 Zuschauer umfassendes Open-Air-Gelände vor dem Haupteingang wird für diverse Freiluftveranstaltungen genutzt, darunter das jährliche Würth Open Air. Ein Skulpturengarten mit Arbeiten internationaler Bildhauer wie Tony Cragg, Niki de Saint Phalle, Antony Caro, Jaume Plensa oder Georg Baselitz umgibt das Carmen Würth Forum.

### Museum Würth 2
Das Museum Würth 2 zeigt die zentralen Werke aus der Sammlung Würth: Malerei und Skulptur vom ausgehenden 19. bis 21. Jahrhundert.

### Konferenzbereich
Der Konferenzbereich umfasst elf Konferenzräume mit modernster Technik für bis zu 700 Personen.

## Veranstaltungen
Genutzt wird die Kongress- und Veranstaltungshalle hauptsächlich für Firmen- und Kulturveranstaltungen der Würth-Gruppe. Zudem mieten Firmen und Sportvereine das Carmen Würth Forum für eigene Veranstaltungen.

## Auszeichnungen
Der Bund Deutscher Architektinnen und Architekten Heilbronn-Franken würdigte den Bau mit der Hugo-Häring-Auszeichnung 2017.